# Ган, Оскар
Оскар Ган (рум. Oscar Han, род. 3 декабря 1891 г. Бухарест — ум. 17 февраля 1976 г. Бухарест) — румынский скульптор и писатель, теоретик искусства.

## Жизнь и творчество
О. Ган изучал искусство в бухарестской академии изящных искусств в классе Димитрие Пачуря и Фредерика Шторка. Выставки работ его проходили как в румынской столице, так и за пределами этой страны — в Париже, Венеции, Гааге, Амстердаме, Барселоне. В 1917 году О.Ган, совместно с другими молодыми румынскими художниками и скульпторами — Камилем Рессу, Николае Дэрэску, Штефаном Димитреску, Иосифом Исером, Мариусом Бунеску, Димитрие Пачиуреа, Корнелом Медря и Ионом Жаля — организует художественную группу Румынское искусство (Arta Română). С 1926 года он, вместе с художниками Николае Тоница, Франциском Ширато и Штефаном Димитреску входит в Группу Четырёх (Grupul celor patru), став членом одной из влиятельных групп в румынском искусстве I половины XX века, выступавшей против консервативного академизма, за свободные творческие формы.
1 января 1927 года О. Ган становится профессором Академии изящных искусств в Бухаресте. Среди его известных учеников — Ион Иримеску. В стенах этого высшего учебного заведения он продолжал отстаивать принципы современного искусства, принятые в Группе Четырёх. О.Ган является автором ряда автобиографических и мемуарных сочинений, в том числе о своём учителе Димитрие Пачуря, а также научных трудов по истории и теории искусства. В современной Румынии О.Ган рассматривается как один из крупнейших скульпторов этой страны; его произведения можно увидеть на улицах и площадях румынских и молдовских городов. Одним из его ярких произведений является, например, памятник Михаю Храброму перед княжеским дворцом в Алба-Юлии.